# Списак клубова карате савеза Србије
- КК Арена - Београд
- КК Арадац - Арадац
- КК Банатски цвет - Зрењанин
- КК Бањица - Београд
- КК Барич - Обреновац
- КК Башаид - Башаид
- КК Београд - Београд
- КК Бечеј - Бечеј
- КК Будокан-Церак - Београд
- КК Будућност - Београд
- КК Бушидо центар - Темерин
- КК Ваздухопловац - Београд
- КК Вашиде - Београд
- КК Витез - Београд
- KK Врање - Врање
- КК Гу - Београд
- КК ГСП Полет - Београд
- КК Дипломатик - Београд
- КК До - Београд
- КК Додер спорт - Петроварадин
- КК Дунав - Гроцка
- КК Европа - Београд
- КК Енпи - Суботица
- КК Енпи брзан - Крагујевац
- КК Жандармерија - Београд
- КК Жарково - Београд
- КК Заншин - Београд
- КК Земун - Београд
- КК Земун 2000 - Београд
- КК Зенит - Београд
- КК Змај - Дероње
- КК Звездара - Београд
- КК Импулс - Сремски Карловци
- КК Јавор - Београд
- КК Јапан - Београд
- КК Јединство - Београд
- КК Јединство - Качарево
- КК Јединство - Нови Бечеј
- КК Југовић - Каћ
- КК Јуниор - Београд
- КК К1 - Београд
- КК Канон - Београд
- КК Карате центар Војводина - Нови Сад
- КК К1 - Београд
- КК Кинг - Београд
- КК Киндер - Београд
- КК Космај - Младеновац
- КК Лазаревац - Лазаревац
- КК Маваши - Нови Сад
- КК Маг - Београд
- КК Макс Принт - Београд
- КК МБ Спорт - Београд
- КК Младеновац - Младеновац
- КК Младост - Шабац
- КК Младост - Сава Ковачевић - Зрењанин
- КК Нипон - Београд
- КК Но Качи - Нови Сад
- Краљевски карате клуб Но-Качи - Београд
- КК Обилић - Београд
- КК Окинава - Суботица
- КК Олимп Спорт Клуб - Београд
- КК Олимпик - Београд
- КК Палеж - Београд
- КК Палилулски Тигрови - Београд
- КК Партизан - Бач
- КК Партизан - Београд
- КК Партизан - Сента
- КК Партизан - Томашевац
- КК Полицајац - Београд
- КК Палић - Суботица
- КК Протос - Младеновац
- КК Раднички - Београд
- КК Раднички - Ковин
- КК Раднички - Обреновац
- КК Раковица - Београд
- КК Ронин - Београд
- КК Рудар - Београд
- КК Самурај - Београд
- КК Селтерс - Младеновац
- КК Сенсеи - Крушевац
- КК Скипер - Београд
- КК Соко - Бегеч
- КК Соко - Нови Сад
- КК Соко Штарк - Београд
- КК Сопот - Младеновац
- КК Студентски град - Београд
- КК Сунце СРК - Београд
- КК Сурчин - Београд
- КК Тао - Суботица
- КК Умка - Београд
- КК Унсу - Београд
- КК Феникс - Београд
- КК Фоке - Београд
- КК Фуђи Сан - Београд
- КК Хаикен - Кикинда
- КК Црни појас - Коваљ
- КК Чока - Чока
- КК Чукарица - Београд
- КК Чукарички рода - Београд
- КК Шампион - Београд
- КК Шумадијска Асоцијација - Младеновац
- КК Шогун - Шид
- KK Шотокан 021 - Нови Сад
- КК Токадо - Савино Село
- КК Власимировац - Владимировац